# Егорье (Савинский район)
Егорье — село в Савинском районе Ивановской области России, входит в состав Савинского сельского поселения.

## География
Село расположено в 5 км на юг от райцентра посёлка Савино.

## История
В окладных патриаршего казенного приказа книгах 1628 года имеются сведения о церкви Страстотерпца Христова Егория в селе. В 1716 году в селе была построена новая деревянная церковь в честь Святого Великомученика Георгия, а в 1747 году при этой церкви построена тёплая деревянная церковь в честь Святой Живоначальной Троицы. В 1781 году деревянные церкви, пришедшие в ветхость, были упразднены, и вместо них на средства прихожан построена каменная церковь с колокольней. Престолов в церкви было два: холодный — в честь Святой Живоначальной Троицы (освящен в 1784 году) и тёплый — во имя Святого Великомученика Георгия (освящен в 1781 году). 
Церковь Святителя и Чудотворца Николая существовала в селе уже в начале XVII столетия, как показывает выписка из окладных патриаршего казенного приказа книг 1628 года. В 1801 году на средства прихожан была построена каменная церковь с одним престолов — в честь Святителя и Чудотворца Николая, в 1815 году в трапезе церкви устроен тёплый придел и освящен в честь Божьей Матери — «Неопалимая Купина». В 1847 году при Николаевской церкви образовался самостоятельный приход. В селе существовало земское народное училище. В годы советской власти церкви были полностью разрушены.
В конце XIX — начале XX века село являлось центром Егорьевской волости Ковровского уезда Владимирской губернии. В 1859 году в селе числилось 14 дворов, в 1905 году — 27 дворов.
С 1929 года село являлось центром Егорьевского сельсовета Ковровского района Ивановской области, с 1935 года — в составе Савинского района, с 1954 года — в составе Заборьевского сельсовета, с 1974 года — в составе Савинского сельсовета, с 1983 года — в составе Шестунихинского сельсовета, с 2005 года — в составе Савинского сельского поселения.

## Население
| 1859 | 1905 |
| ---- | ---- |
| 118  | 147  |

| 1859 | 1905 | 2010 |
| ---- | ---- | ---- |
| 118  | ↗147 | ↘0   |